# Puerto Ayacucho
Puerto Ayacucho er en by i den sydlige del af Venezuela, der er hovedstad i delstaten Amazonas. Byen har 130.000 (2024) indbyggere og ligger ved Orinoco-floden, på grænsen til nabolandet Colombia.